# Casimir Gerhard von der Osten
Casimir Gerhard von der Osten (* 1708; † 1773) war ein preußischer Landrat in Hinterpommern. Er stand von 1732 bis 1758 dem Kreis Neustettin vor.
Er stammte aus der uradligen Familie von der Osten. Sein Vater Aegidius Christoph von der Osten (* 1661; † 1741), war Landrat im Kreis Neustettin, Hofgerichtsassessor und Erbherr auf Pinnow, Burzen, Klein Born und weiteren Gütern. Seine Mutter Martha Marie († 1729) war eine geborene von Borcke. Zu seinen Brüdern gehörten Johann Otto Heinrich von der Osten, der in der preußischen Armee zum Oberst aufstieg, und Matthias Conrad von der Osten, der Präsident der Kurmärkischen Kriegs- und Domänenkammer wurde. 
Casimir Gerhard von der Osten wurde 1732 als Nachfolger seines Vaters Landrat des Kreises Neustettin. Er legte sein Amt 1758 nieder; sein Nachfolger war Georg Ernst von Kleist. 
Er besaß die Güter Pinnow und Burzen. Er starb 1773 und hinterließ einen Sohn. 